# Colebrook (Connecticut)
Colebrook és una població dels Estats Units a l'estat de Connecticut. Segons el cens del 2005 tenia 1.540 habitants.

## Demografia
Segons el cens del 2000, Colebrook tenia 1.471 habitants, 566 habitatges, i 419 famílies. La densitat de població era de 18 habitants per km².
Dels 566 habitatges en un 32,2% hi vivien nens de menys de 18 anys, en un 65,2% hi vivien parelles casades, en un 5,1% dones solteres, i en un 25,8% no eren unitats familiars. En el 19,6% dels habitatges hi vivien persones soles el 7,1% de les quals corresponia a persones de 65 anys o més que vivien soles. El nombre mitjà de persones vivint en cada habitatge era de 2,6 i el nombre mitjà de persones que vivien en cada família era de 3,01.
Per edats la població es repartia de la següent manera: un 24,5% tenia menys de 18 anys, un 4,2% entre 18 i 24, un 29,6% entre 25 i 44, un 27,5% de 45 a 60 i un 14,1% 65 anys o més.
L'edat mediana era de 41 anys. Per cada 100 dones de 18 o més anys hi havia 101,5 homes.
La renda mediana per habitatge era de 58.684 $ i la renda mediana per família de 64.286 $. Els homes tenien una renda mediana de 42.647 $ mentre que les dones 35.987 $. La renda per capita de la població era de 29.789 $. Aproximadament l'1,4% de les famílies i el 2,6% de la població estaven per davall del llindar de pobresa.